# Érik Maris

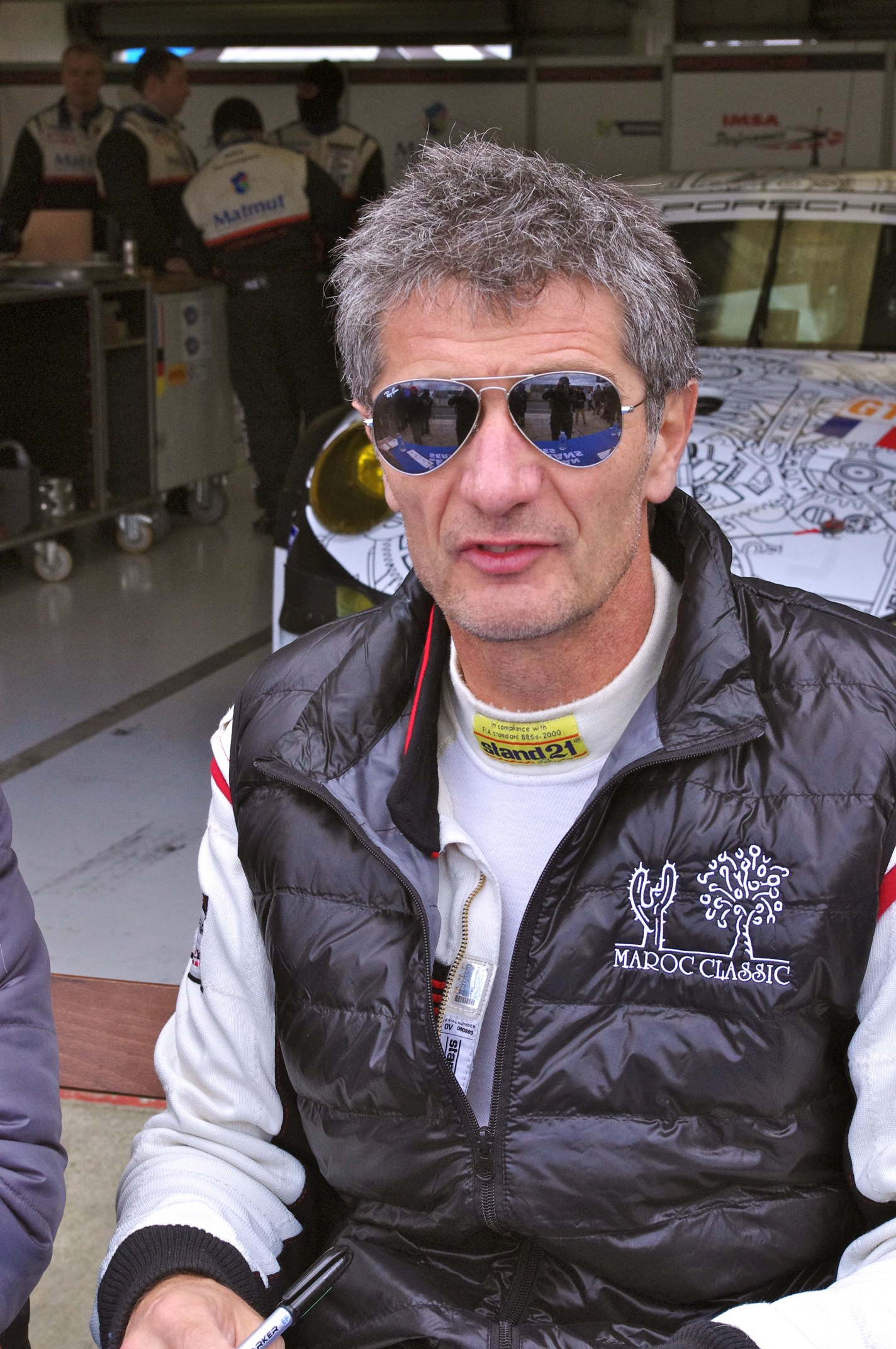
Érik Maris 2014

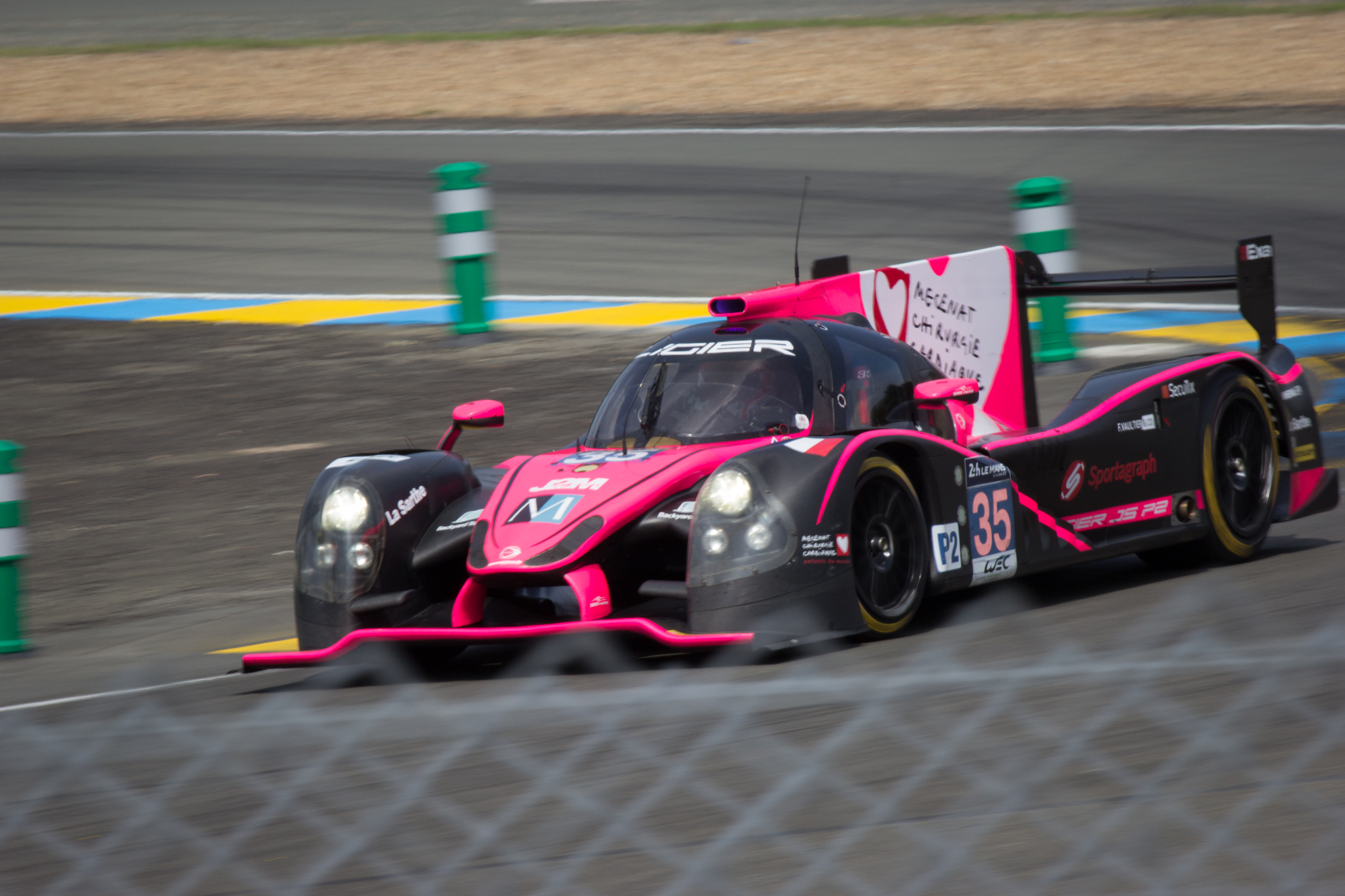
Der Ligier JS P2 von Jacques Nicolet, Jean-Marc Merlin und Érik Maris beim 24-Stunden-Rennen von Le Mans 2015

Érik Raymond Jean Alain Maris (* 16. Februar 1964 in Angers) ist ein ehemaliger französischer Autorennfahrer und Bankier.

## Bankier
Érik Maris studierte an der École des hautes études commerciales de Paris Bankwesen und trat nach seinem Abschluss in die Pariser Filiale der US-amerikanischen Investmentbank Lazard ein. 2009 wurde er Geschäftsführer der Bank, verließ das Bankhaus aber nach nur einem Jahr in dieser Position.
2010 gründete er gemeinsam mit Jean-Marie Messier in Paris das Bankhaus Messier Maris & Associés.

## Karriere als Rennfahrer
Érik Maris stieg spät in den Motorsport ein. Bereits im Alter von 49 Jahren fuhr er beim 6-Stunden-Rennen von Austin 2013 sein erstes internationales Sportwagenrennen. Dieses Langstreckenrennen, das zur FIA-Langstrecken-Weltmeisterschaft dieses Jahres zählte, beendete er mit den Partnern Jacques Nicolet und Jean-Marc Merlin im Morgan LMP2 an der 25. Stelle der Gesamtwertung. Auf eine Saison in der European Le Mans Series 2014, wo er einen Porsche 997 GT3 RSR steuerte, folgte 2015 ein Engagement in der FIA-Langstrecken-Weltmeisterschaft. Maris startete mit einem Ligier JS P2 von OAK Racing. Seit 2016 fährt er wieder Rennen in der European Le Mans Series.
2014 gab er sein Debüt beim 24-Stunden-Rennen von Le Mans, wo er bisher fünfmal am Start war. Bei allen fünf Einsätzen konnte er sich klassieren, mit der besten Platzierung 2017, als er Gesamtfünfzehnter wurde.

## Statistik

### Le-Mans-Ergebnisse
| Jahr | Team                    | Fahrzeug            | Teamkollege        | Teamkollege             | Platzierung | Ausfallgrund |
| ---- | ----------------------- | ------------------- | ------------------ | ----------------------- | ----------- | ------------ |
| 2014 | IMSA Performance Matmut | Porsche 997 GT3-RSR | Éric Hélary        | Jean-Marc Merlin        | Rang 32     |              |
| 2015 | OAK Racing              | Ligier JS P2        | Jacques Nicolet    | Jean-Marc Merlin        | Rang 29     |              |
| 2016 | SO24! by Lombard Racing | Ligier JS P2        | Vincent Capillaire | Jonathan Coleman        | Rang 32     |              |
| 2017 | Eurasia Motorsport      | Ligier JS P217      | Jacques Nicolet    | Pierre Nicolet          | Rang 15     |              |
| 2018 | Ebimotors               | Porsche 911 RSR     | Christina Nielsen  | Fabio Babini            | Rang 32     |              |
| 2020 | EuroInternational       | Ligier JS P217      | Adrien Tambay      | Christophe d’Ansembourg | Ausfall     | Elektrik     |